# Grimke (cratère)
Pour les articles homonymes, voir Grimké.
Grimke est un cratère d'impact sur Vénus. Il est à 17,2 de latitude et 215,3 de longitude. Son diamètre est de 34,8 km  et il a été nommé à l'honneur de Sarah Grimké.